# ハレ - グーベン線
ハレ - グーベン線 (ドイツ語: Bahnstrecke Halle–Guben) はザクセン＝アンハルト州ライプツィヒ＝ハレ大都市圏におけるハレ (ザーレ)とブランデンブルク州のグーベンを結ぶ電化された複線の幹線鉄道である。今日ではこの路線は中距離列車交通と国際貨物列車運送に重大な役割を果たす。

## 歴史

### ハレ＝ゾーラウ＝グーベン鉄道およびプロイセン王立鉄道
鉄道王と呼ばれたシュトラウスベルク（Bethel Henry Strousberg, 1823~1884）は1868年にハレ＝ゾーラウ＝グーベン鉄道会社（Halle-Sorau-Guben Eisenbahn-Gesellschaft, HSGE）を設立して、HSGEは1871年9月1日にまずグーベン - コトブス間を開通した。グーベンはすでにグーベン - ベンチェン線と連結されて、この路線はポーゼンまで直接に連結されることとなった。1871年12月1日にコトブス - ファルケンベルク（エルスター）間が開通されて、1872年5月1日にアイレンブルクまで、同年6月30日にハレまで延長された。プロイセン私鉄の特徴は、線路が他の私鉄線路と合流して乗換駅に接続しなくて、ほとんど十字形で立体交差することであった。その形でドーベルルック＝キルヒハイム駅はベルリン＝ドレスデン鉄道と、ファルケントブルク（エルスター）駅は旧ベルリン＝アンハルト鉄道と接続する。デーリッチュにはツェルプスト - ライプツィヒ線の無関係で独立した駅が設置された。
1874年11月にHSGEはアイレンブルクからライプツィヒ方面の分岐線を開通した。1885年HSGE国有化の際にこの路線もプロイセン王立鉄道（Königlich Preußische Staatseisenbahn, K.P.St.E）に組み入れられた。19世紀末から1911年までハレ - コトブス間は複線化された。
この路線は第二次世界大戦の終結まで中部ドイツ地方とシュレジエン地方を結ぶ重要経路であった。西ドイツからシュレジエンあるいは東プロイセンへ向かった多層建て列車はこの路線を経由し運行された。ライプツィヒ/ハレ - ケーニヒスベルク/アレンシュタイン間の列車がその一例であった。

### ドイツ国営鉄道（東ドイツ）

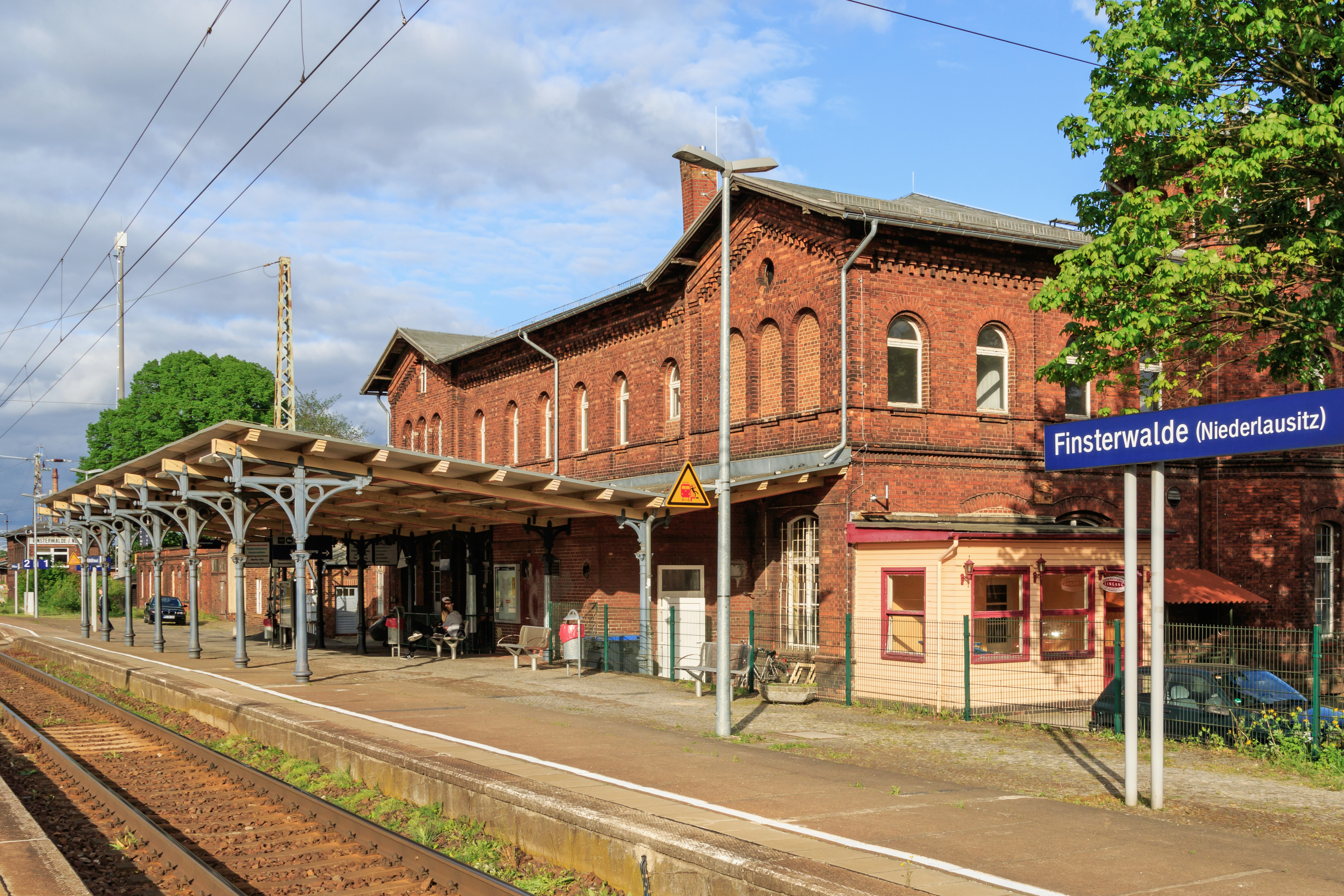
フィンスターヴァルデ（ニーダーラウジッツ）停車駅

1945年以後オドラ＝ナイセ国境線が確定されグーベンからポーランド方面の列車運行が中止されて、東側方面の輸送はもはや重要ではなかった。コトブス、グーベン、アイゼンヒュッテンシュタットなど工業中心地の場合に、貨物運送および旅客運送は頻繁になった。
2番目の線路は終戦直後に戦争賠償の名目として撤去されたが、1950年代から1970年以前まで新たに設置された。但し、トルガウ鉄道橋はその時にも単線鉄道橋として残った。1984年より電車線はいくつかの段階で設備された。1990年まで一連の長距離特急列車、フランクフルト（マイン） - フランクフルト（オーダー）間東西ドイツ通行列車（Interzonenzug）および国際特急列車がアイレンブルク - コトブス間で運行された。一方、ハレ - アイレンブルク間は遅くとも1945年以来普通列車や貨物列車の向けで優先的に活用されている。1992年に急行列車の運行間隔は一定で、120分となった。

### ドイツ鉄道

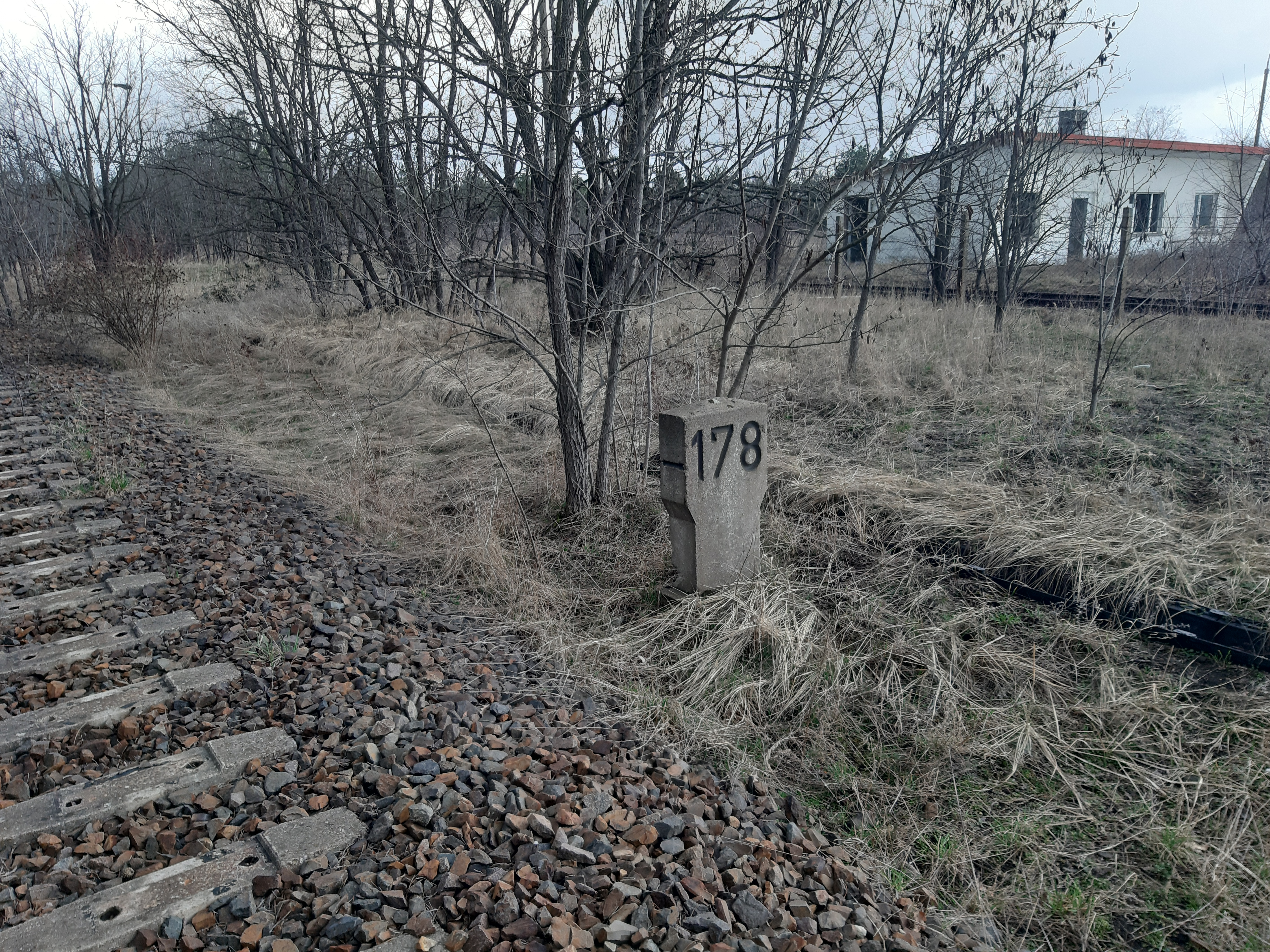
旧線の178 km里程標

1995年に急行列車はインターレギオ列車に転換されて、主にライプツィヒ - コトブス間で走行した。2000年までインターレギオ列車はレギオナル・エクスプレスに転換された。
コトブス - パイツ東間はコトブス北露天掘りの拡張により移設する必要があったので、旧線は2002年9月18日に廃止された。新しい経路は露天掘りの西北の方へ伸びて、部分的に2000年に廃止されたコトブス - フランクフルト線の一部区間を共有している。新線区間は2002年8月18日に開通された。

## 運行形態
地域輸送の場合、ハレ - バイルローデ間の運賃システムは中部ドイツ運輸連合（Mitteldeutscher Verkehrsverbund, MDV）により管理されている。レーフェルト - グーベン区間はベルリン・ブランデンブルク運輸連合 (Verkehrsverbund Berlin-Brandenburg, VBB) の運賃システム区域に属する。
- 快速列車（RE 1）: コトブス - グーベン - フランクフルト - フュルステンヴァルデ - エルクナー - ベルリン - ポツダム - ブランデンブルク - マグデブルク。
- 快速列車（RE 10/RE 11）: ライプツィヒ - アイレンブルク - トルガウ - バイルローデ - ファルケンブルク - フランクフルト/ホイエルスヴェルダ。60分/120分ごと。
- 快速列車（RB 43）: ファルケンブルク - ボイタージッツ - シェンボルン - ドーベルルック＝キルヒハイム下駅 - フィニスターヴァルデ - ゴルミッツ - カーラウ - コルクヴィッツ南 - コトブス - ザーンドウ - メルツドルフ - タイヒラント - パイツ東 - イェンシュヴァルデ - ケルクヴィッツ - グーベン - フランクフルト。120分間隔。
- Sバーン（S 4）: マルクトクレーベルク・ガーシュヴィッツ - ライプツィヒ - アイレンブルク - アイレンブルク東 - ドーバーシュッツ - モックレーナ - トルガウ（- バイルローデ - レーフェルト - ファルケンブルク）。30/60分ごと。使用車両は1442形電車。
- Sバーン（S 9）: ハレ - パイセン - ロイセン - ランツベルク南駅 - クリチュマル - キューナ - デーリッチュ上駅 - ホーエンローダ - クレンジッツ - ケンマーライフォルスト - アイレンブルク。120分ごと。